# سوخوي سو-26
سوخوي سو-26 (بالإنجليزية: Sukhoi Su-26)‏ هي من تصميم سوخوي. كان أول طيران لها في 1984.

## أوصافها
هي طائرة هوائية ذات مقعد واحد من صناعة الاتحاد السوفيتي، تعمل بمحرك شعاعي ترددي واحد. تتميز Su-26 بأجنحة مستقيمة مثبتة في المنتصف ومعدات هبوط ثابتة ، والعتاد الرئيسي مركب على قوس صلب من التيتانيوم. قامت Su-26 بأول رحلة لها في يونيو 1984، وكانت الطائرات الأربع الأصلية مزودة بمروحة ذات شفرتين. تحول الإنتاج إلى Su-26M، مع أسطح ذيل مصقولة ومروحة ألمانية الصنع ثلاثية الشفرات MTV-9. أجريت مزيد من التحسينات، وفاز النموذج بجوائز فريق الرجال والسيدات في بطولة العالم الأكروبات لعام 1986. سيطرت Su-26M3 المعدلة بمحرك M9F الجديد 320 كيلو واط (430 حصان) على بطولة العالم البهلوانية لعامي 2003 و2005 بالإضافة إلى بطولة أوروبا 2004. تحتوي Su-26 على أدوات مترية (لقياس الحرارة والسرعة وغيرها) بالكامل، باستثناء مقياس الارتفاع.